# Amerikaanse immigratie in de 19e eeuw

Kaart over de herkomst van de bevolking van de Verenigde Staten naar een census uit 2000.

De vrijwel ongeremd lijkende Amerikaanse immigratie begon rond 1840 en stopte na de Eerste Wereldoorlog, toen de Verenigde Staten inreisquota en zogenaamde Green Cards in ging voeren. De immigranten hoopten in het land van de onbegrensde mogelijkheden te ontsnappen aan vervolging op grond van ras, nationaliteit of godsdienst en aan honger en armoede.
Het eerste immigrantenschip was de Great Western. Het schip voer als eerste stoomschip van Europa naar de Verenigde Staten. Het beroemdste immigrantenschip was de Titanic van de White Star Line.
De Cunard Line is wellicht de beroemdste rederij. Enkele rederijen van de lage landen zijn onder andere de Holland-Amerika Lijn en de Red Star Line.
Alle immigranten op deze schepen – afkomstig van gene zijde van de Atlantische Oceaan – werden vervoerd naar Ellis Island (vlak bij het Vrijheidsbeeld bij New York), een doorgangssluis, waar ze gecontroleerd werden op besmettelijke ziekten (zieken werden in quarantaine geplaatst), eventuele politieke delinquentie, lichamelijke en geestelijke fitheid, talenkennis en motivatie. Tevens werd daar een spoedcursus gegeven om aan de minimumeisen voor het Amerikaans burgerschap te voldoen (kennis van de Engelse taal, patriottisme, wetskennis). Voldeed men niet aan de eisen dan werd men niet toegelaten. Geslaagden werden genaturaliseerd.
De grootste groepen immigranten waren van oorsprong
- Ieren
- Duitsers (zie Duitse migratie naar de Verenigde Staten)
- Oost-Europeanen, met name uit het tsaristische Rusland
- Asjkenazische Joden
- Italianen
- Vlamingen
- Chinezen
- Engelsen